# Baía de Vitória
Baía de Vitória är en vik i Brasilien.   Den ligger i delstaten Espírito Santo, i den sydöstra delen av landet, 900 kilometer sydost om huvudstaden Brasília.